# Mino Cinelu

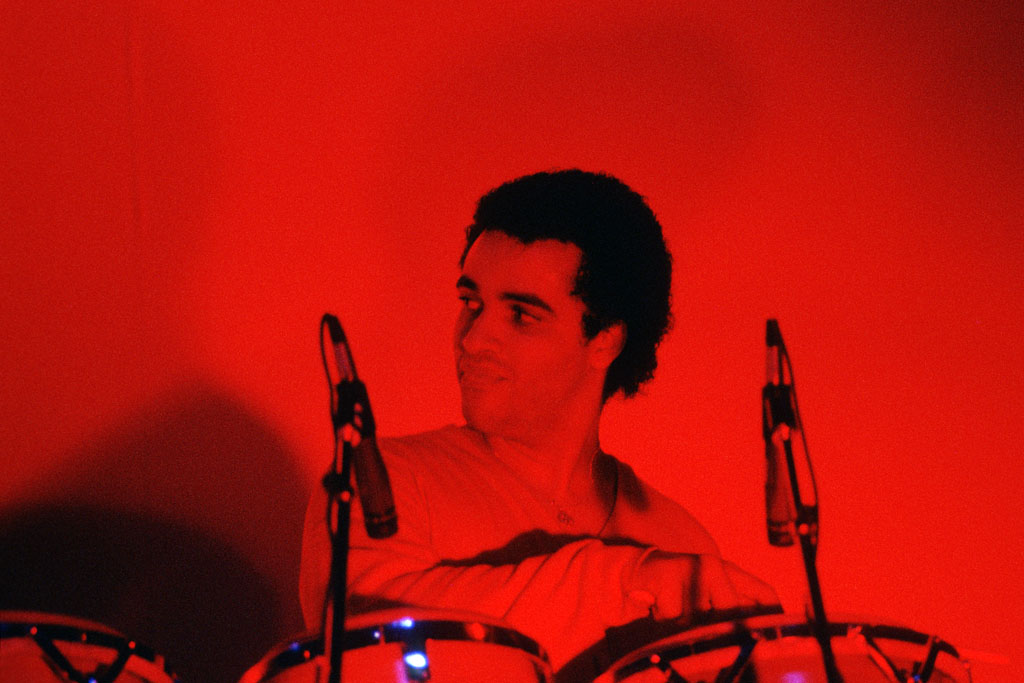
Mino Cinelu, Paris, 1983

Mino Cinelu (* 10. März 1957 in Saint-Cloud, Frankreich) ist ein französischer Jazz- und Pop-Schlagzeuger.

## Leben und Wirken
Der Sohn eines aus Martinique stammenden Vaters lernte zunächst Gitarre spielen, bevor er sich autodidaktisch als Perkussionist ausbildete. Daneben spielt er auch Bandoneon, Flöte und tritt als Sänger auf.
International bekannt wurde er 1981 als Perkussionist auf Miles Davis’ Livealbum We Want Miles. Auch an den Alben Star People, Decoy sowie Amandla von Davis wirkte er mit. Zugleich arbeitete er mit Weather Report, auf deren Alben Sportin’ Life und This Is This! er auch als Gitarrist auftrat.
In der Folge arbeitete er mit zahlreichen berühmten Jazzmusikern wie Dizzy Gillespie, Gil Evans, Pat Metheny, Cassandra Wilson, Herbie Hancock, Antônio Carlos Jobim, Wayne Shorter, Branford Marsalis (Buckshot LeFonque) Al Di Meola, Paquito D’Rivera, Geri Allen (The Gathering 1998), Gato Barbieri, George Duke, Marcus Miller, Christian McBride, Jacky Terrasson, Eliane Elias, Robin Eubanks, Nguyên Lê, David Sanborn, Toots Thielemans, Pino Daniele, Andy Summers und Popmusikern wie Sting, Carlos Santana, Tori Amos, Laurie Anderson, Lou Reed, Tracy Chapman, Sophie B. Hawkins, Duncan Sheik, Michael Franks, Peter Gabriel, Joe Cocker, Elton John, Salif Keïta, Chaka Khan, Curtis Mayfield, Joni Mitchell, Youssou N’Dour, Bonnie Raitt, Patti Smith, James Taylor, Stevie Wonder, Emmylou Harris und auch dem Chansonnier Charles Aznavour zusammen sowie der polnischen Sängerin Anna Maria Jopek.
1995 spielte Cinelu mit Dave Holland und Kevin Eubanks das Album World Trio ein, 1996 mit Kenny Barron Swamp Sally. 1999 erschien sein erstes Soloalbum Mino Cinelu, auf dem er von Mitch Stein und Richard Bona begleitet wurde. Ende 2002 erschien seine zweite CD Quest Journey. Hier wirkten neben Mitch Stein die Gitarristen Bill Frisell und Gerry Leonard, der Keyboarder Don Blackman, die DJs Logic und Nickodemus, der Sänger Toni Smith, die Rapperin Da Lioness und der Bassist Leo Traversa mit.
2014 war er Teil der Band in der Konzertreihe Before the Dawn von Kate Bush. 2020 legte Cinelu mit Nils Petter Molvaer das Album SulaMadiana (Modern)  vor.
Cinelu gewann drei Grammys und wurde zum Chevalier dans l'Ordre des Arts et des Lettres ernannt.